# مومبلو مونفراتو
مومبلو مونفراتو (به ایتالیایی: Mombello Monferrato) یک کومونه در ایتالیا است که در استان آلساندریا واقع شده‌است.

## خصوصیات
مومبلو مونفراتو ۱۹٫۹ کیلومترمربع مساحت و ۱٬۱۱۰ نفر جمعیت دارد و ۲۷۳ متر بالاتر از سطح دریا واقع شده‌است.